# Astropyga magnifica
Oursin magnifique
Espèce
Astropyga magnifica, l’Oursin magnifique, est une espèce d'oursins réguliers tropicaux de la famille des Diadematidae, qui se caractérise par sa grande taille et ses couleurs vives. 

## Habitat et répartition
Cet oursin est assez commun dans les herbiers des lagons coralliens du bassin caraïbe. Il habite le plus souvent les herbiers sableux des lagons coralliens, entre la surface et 30 m de profondeur, mais peut aussi être trouvé sur les pentes externes des barrières de corail (plus ils sont âgés et plus ils vivent profond).

## Description

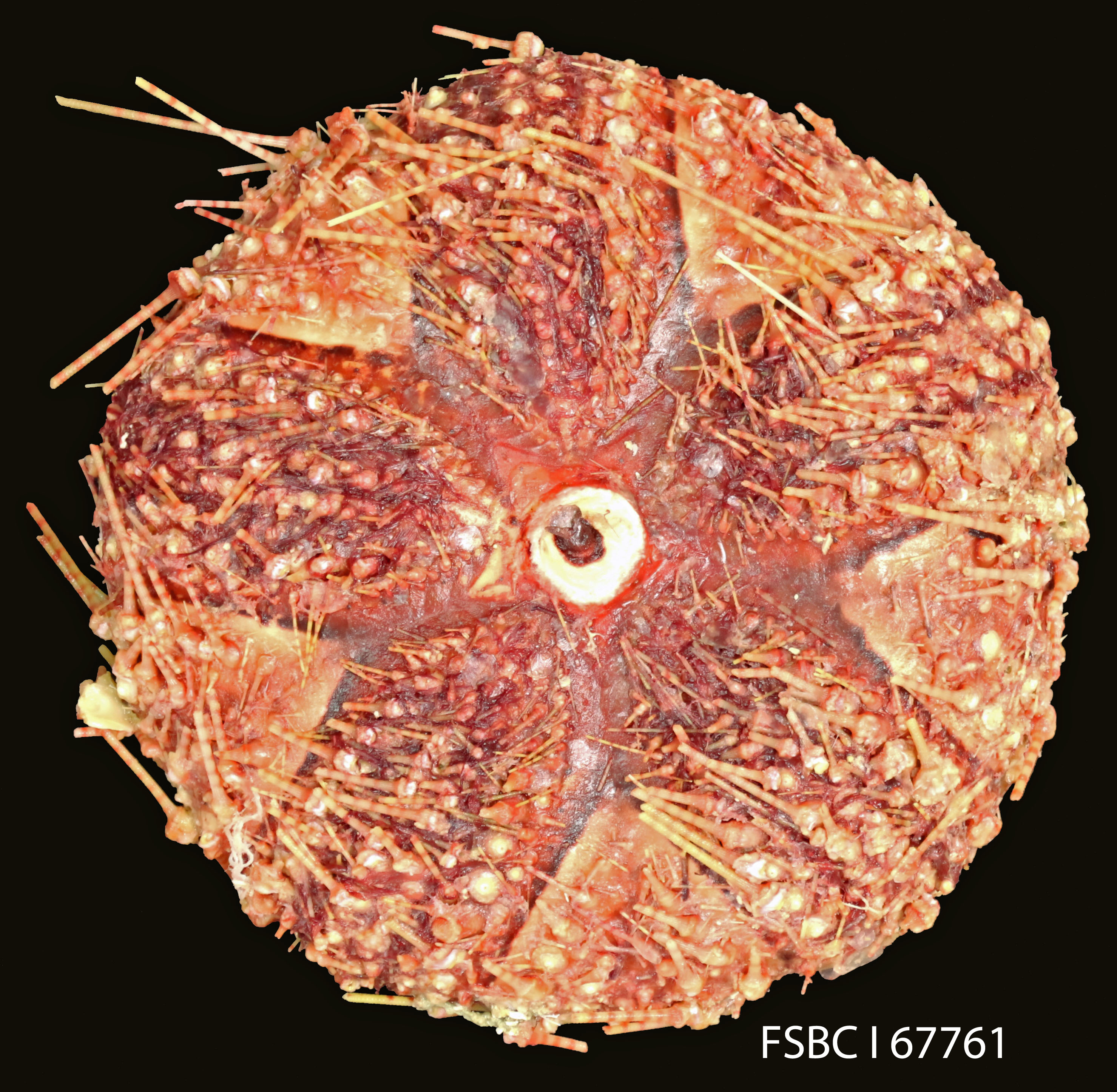
Test préservé à usage scientifique.

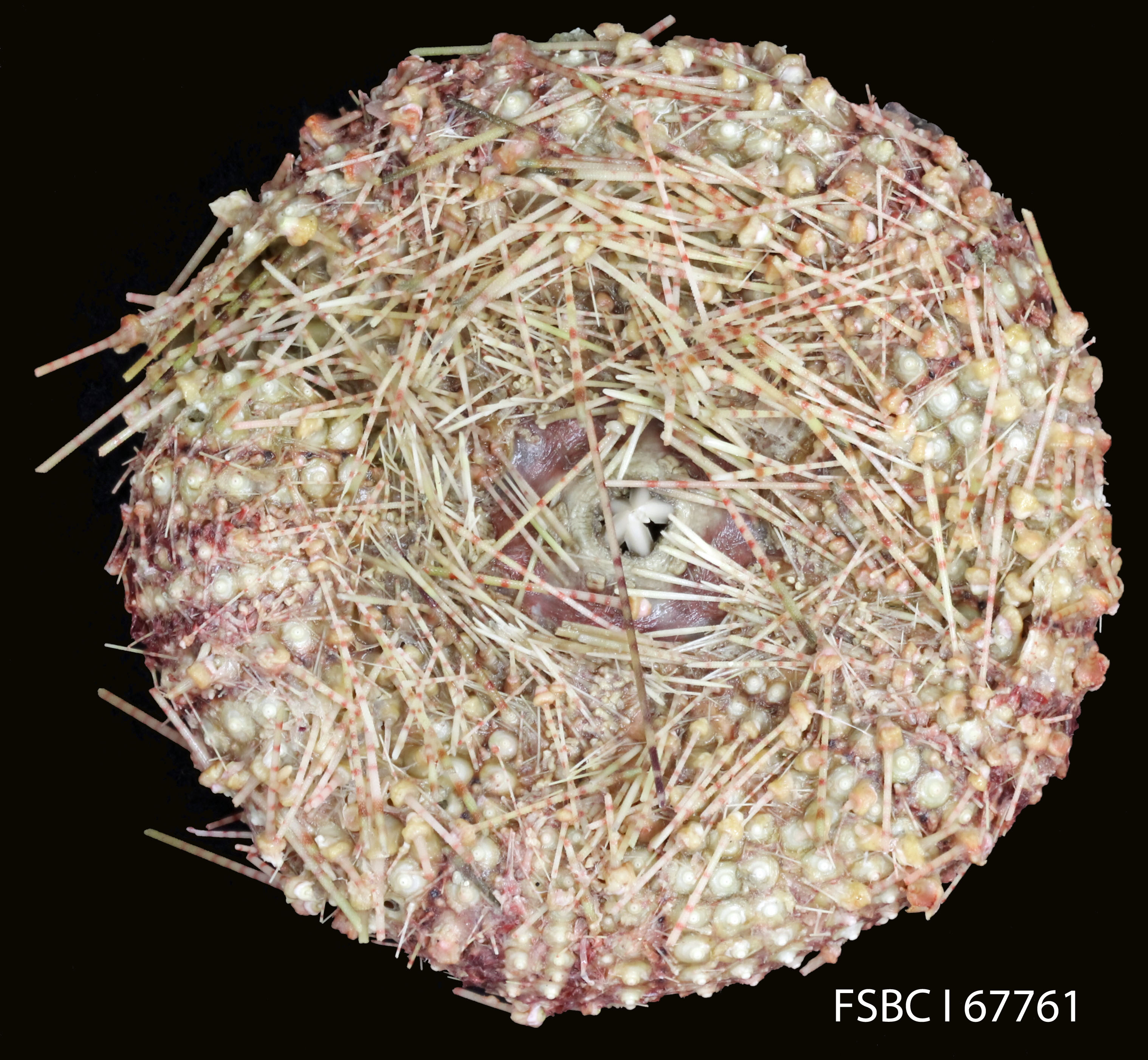
idem.

C'est un grand oursin au test (coquille) rouge et aux radioles (piquants) souvent fortement colorées, sur une gamme allant du beige au violet profond en passant par de nombreuses nuances de rouge d'orange : les individus les plus jeunes sont les plus clairs et les plus colorés, et ils foncent avec l'âge pour devenir rouge sombre ou violets, parfois presque noirs. Sa forme est légèrement aplatie, et les très longues épines (crème annelées de rouge chez les jeunes, puis sombres et plus unies chez les adultes) regroupées en « mèches » laissent apparaître cinq zones nues en forme de chevrons d'un blanc pur (allant jusqu'au jaune doré chez les spécimens les plus sombres). Ces zones sont en fait les aires interambulacraires, et sont bordées de points bleus iridescents très lumineux (mais non bioluminescents). Les piquants, longs, fins et creux, sont annelés chez les jeunes individus, et foncent avec l'âge jusqu'à parfois disparaître chez les individus les plus sombres ; ils sont de deux sortes, les plus longs servant principalement à la locomotion et les plus courts à la défense, équipés de glandes à venin.
Le test de cet oursin peut atteindre 40 cm, dont une longueur maximale des épines dépassant 10 cm ; plus il est gros et plus sa forme est aplatie (les juvéniles sont quasiment sphériques). La papille anale en forme de tétine est bien visible sur la face aborale, et sa couleur est généralement claire avec un orifice brun.

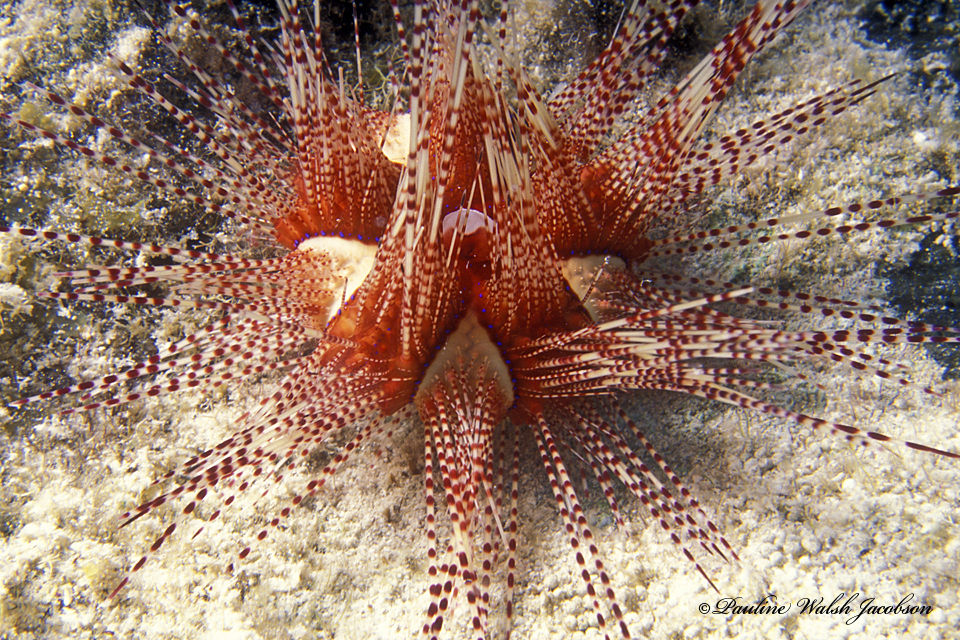

Il ressemble énormément à son proche cousin de l'indo-pacifique Astropyga radiata, mais ne saurait être confondu avec lui étant donné qu'ils ne partagent pas la même aire de répartition.

## Écologie et comportement
L'oursin magnifique se nourrit surtout de nuit, d'algues, d'invertébrés et de débris qu'il broute au moyen de sa puissante mâchoire (appelée « Lanterne d'Aristote »), mais les individus matures demeurent souvent visibles la journée. Il peut former des agrégations de plusieurs dizaines d'individus. 
Comme tous les diadematidae, il est pourvu d'organes photosensibles sur la partie aborale du test, lui permettant de voir au-dessus de lui afin d'orienter ses radioles vers d'éventuelles menaces,,.
La reproduction est gonochorique, et mâles et femelles relâchent leurs gamètes en même temps en pleine eau, où œufs puis larves vont évoluer parmi le plancton pendant quelques semaines avant de se fixer.

## Astropyga magnificaet l'Homme
C'est un animal courant dans certaines régions où les herbiers sont importants. Il n'est d'aucune valeur commerciale, et ne semble consommé dans aucun pays de son aire de répartition. 
Sa taille et ses couleurs limitent les risques de marcher dessus par inadvertance, contrairement à certains de ses cousins qui habitent souvent les mêmes lieux. C'est une chance, car ses radioles secondaires sont munies d'un venin très douloureux (mais sans grand danger).
Cet oursin est aussi apprécié en aquariophilie marine tropicale pour ses belles couleurs ; cependant sa croissance rapide et sa taille conséquente nécessitent un apport en nourriture important, faute de quoi il peut s'attaquer à des animaux lents ou à des végétaux habituellement dédaignés. Par ailleurs son venin en fait une espèce délicate à manipuler.
L'espèce, non exploitée par l'Homme, est courante et sa population ne semble pas menacée.

## Classification
Le nom valide complet (avec auteur) de ce taxon est Astropyga magnifica Clark, 1934,.
Ce taxon porte en français le nom vernaculaire ou normalisé suivant : Oursin magnifique.

### Étymologie
Son épithète spécifique, magnifica, fait référence aux superbes couleurs qu'arborent ces animaux.

### Publication originale
- (en) Austin H Clark, « A new sea-urchin from Florida », Journal of the Washington Academy of Sciences, Washington, Washington Academy of Sciences (d), vol. 24, no 4,‎ 1934, p. 52-53 (ISSN 0043-0439 et 2573-2110, OCLC 1769417, JSTOR 24532900, lire en ligne).